# Affinia Group
Affinia Group, una empresa de la industria automotriz, se formó en 2004 y se especializó en el diseño, la fabricación y el reemplazo de piezas para vehículos de carretera y todoterreno, específicamente componentes de filtración y chasis. 

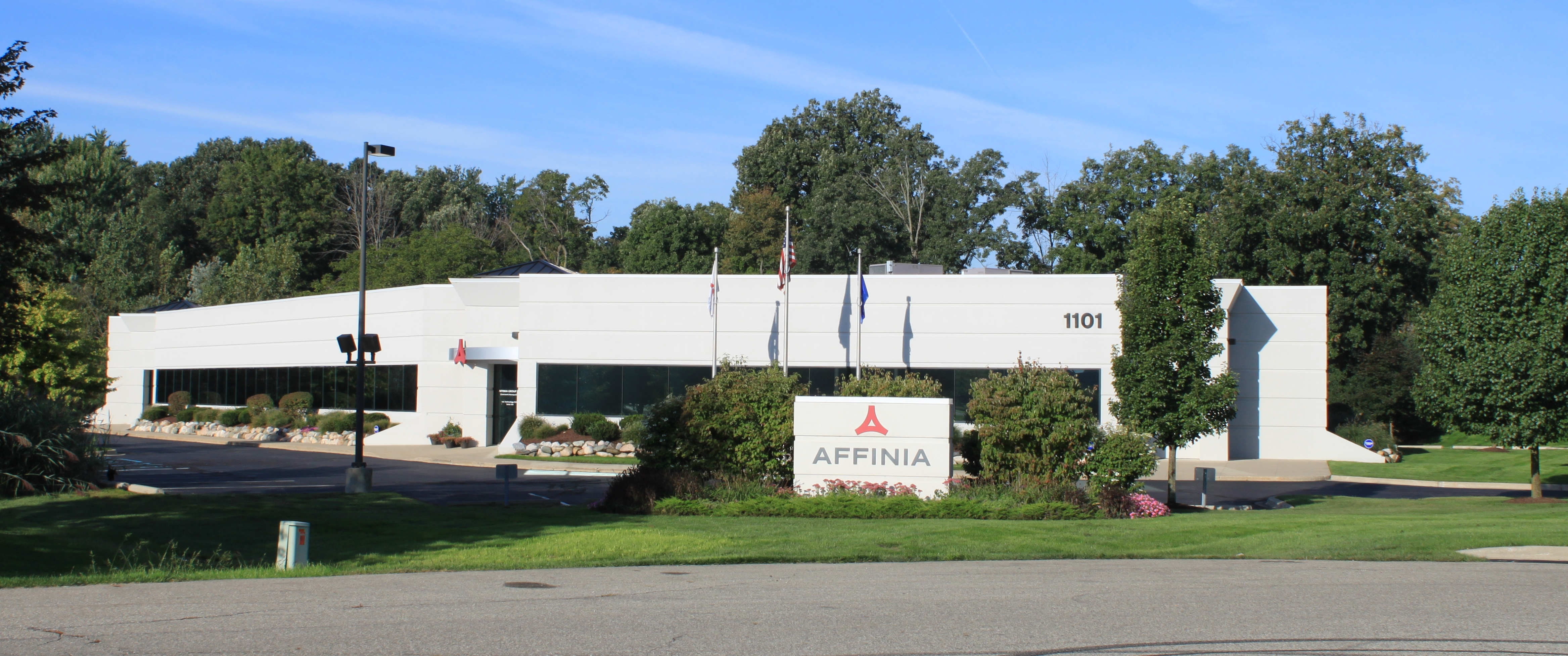
Oficinas corporativas, Ann Arbor

La compañía tenía su sede en Ann Arbor, Míchigan, con aproximadamente diez mil empleados en diecinueve países. En 2014, la compañía estableció el centro de Gastonia, Carolina del Norte en la región de Charlotte, como sede de tamaño reducido de la empresa, que cuenta con $1500 millones en ventas anuales. 
Affinia se creó a través de la adquisición de $ 1,000 millones del Automotive Aftermarket Group de Dana Holding Corporation por The Cypress Group. 

## Historia
En diciembre de 2012, Affinia vendió su marca Raybestos de frenos de automóviles, Brake Parts Inc., al equipo administrativo por un precio no revelado. A partir de 2011, Brake Parts contribuyó con alrededor de un tercio de las ventas de Affinia.
En octubre de 2013, Affinia anunció que había contratado a un ejecutivo de Charlotte, Carolina del Norte, Steve Klueg, para que fuera su nuevo director financiero. Klueg reemplazó a Thomas Madden en Affinia. En el momento en que se anunció la mudanza, WIX tenía 1.300 empleados en cuatro lugares alrededor de Gastonia, Carolina del Norte. En conjunto, Affinia tenía más de 5.000 trabajadores en 30 instalaciones en todo el mundo.
A principios de agosto de 2014, el Grupo Affinia había trasladado la sede de su oficina corporativa a Gastonia, Carolina del Norte, desde Ann Arbor, Míchigan. La finalización del movimiento coincidió con el 75 aniversario de la fundación de la filial de Affinia, WIX Filtration Corporation. Ambas compañías ahora comparten la misma sede. El presidente y CEO en ese momento, Keith Wilson, explicó que después de la venta de Brake Parts a principios de 2013 y la unidad de chasis a principios de 2014, no tenía sentido fiscal mantener una sede independiente para Affinia en Ann Arbor. La unidad de chasis fue vendida a Federal-Mogul.
En el momento de la mudanza, Affina aportaba $ 1.5 billones anuales en ingresos, en comparación con $ 2.5 billones antes de la venta masiva de las subsidiarias. Todo lo que quedó de Affinia en agosto de 2014 fue WIX y Affinia South America. En este momento, Affinia empleaba a 4.500 trabajadores en los Estados Unidos, América del Sur y Central, Canadá, Europa y Asia.
En abril de 2015, la empresa de capital privado Cypress Group, propietaria de Affinia Group, solicitó al banco de inversiones Baird que buscara un comprador para su negocio de filtros para automoción. En 2014, la filial de filtración registró ganancias de $ 156 millones antes de impuestos, intereses, depreciación y amortización. Las ventas en 2014 totalizaron $ 967 millones. Todo el Grupo Affinia tenía una deuda total de $ 766 millones a fines de 2014.
En 2016, la empresa alemana Mann + Hummel adquirió el negocio de filtros del Grupo Affinia y, en esencia, Affinia dejó de existir. 